# شاندا رایمز
شاندا رایمز(به انگلیسی: Shonda Rhimes) (زاده ۱۳ ژانویه ۱۹۷۰) فیلم‌نامه‌نویس، کارگردان و تهیه‌کننده آمریکایی می‌باشد. وی بیشتر به خاطر نویسندگی و کارگردانی سریال‌های آناتومی گری و درمانگاه خصوصی مشهور است.
او نخستین زن آمریکایی آفریقایی‌تبار است که خالق و مدیر تهیه سریالی است که در ردیف ده سریال تلویزیونی برتر آمریکا قرار گرفته‌است.
رایمز در سال ۲۰۱۱ موفق به دریافت جایزه تصویر اتحادیه ملی ترقی رنگین‌پوستان در رده نویسندگی سریال‌های درام شد. او این جایزه را به عنوان نویسنده برنامه مطب خصوصی دریافت کرد که در سال ۲۰۰۷ آغاز شد و بخش‌هایی از داستان و برخی از شخصیت‌های آن بر اساس سریال آناتومی گری است. او در سال ۲۰۱۲ سریال تلویزیونی موفق دیگری خلق کرد که رسوایی نام داشت.

## پیشینه
رایمز در سال ۱۹۷۰ در شهر شیکاگو متولد شد و ششمین و آخرین فرزند خانواده است. پدرش کارمند بخش اداری دانشگاه و مادرش استاد دانشگاه بود. رایمز که از کودکی در قصه گویی استعداد بسیار خوبی داشت، با درجه کارشناسی در رشته ادبیات انگلیسی و نگارش خلاقانه از دانشگاه دارتموث فارغ‌التحصیل شد. رایمز پس از مدتی کوتاه کار در صنعت تبلیغات در سانفرانسیسکو، در رشته نگارش برای سینما و تلویزیون در دانشگاه کالیفرنیای جنوبی نام‌نویسی کرد و با درجه کارشناسی ارشد هنرهای زیبا دانش‌آموخته شد.